# Mentmore
Mentmore est une paroisse civile et un village du Buckinghamshire, en Angleterre.